# Psychomyia dasaratha
Psychomyia dasaratha är en nattsländeart som beskrevs av Malicky 1993. Psychomyia dasaratha ingår i släktet Psychomyia och familjen tunnelnattsländor. Inga underarter finns listade i Catalogue of Life.